# Голодецкие
Голодецкие — древний русский дворянский род.
Потомство Герасима Фёдоровича, испомещенного (1688), записано в VI часть родословной книги Тверской губернии.

## История рода
Стремянной конюх Василий Голодецкий послан в Вологодский уезд дозирать конюшенные луга (1617).
Род Голодецких восходит корнями к XV веку и происходит от Василия Семёновича Голодецкого, служившего (1631—1640) по Твери «из выбору», бывшего (1640) «объезжим головою» в городе Москве и владевшего поместьями в Вологодском и Корчевском уездах (1634—1656).
Иван Никитич и Иван Герасимович владели населёнными имениями (1699).

## Известные представители
- Голодецкий Фёдор Васильевич — убит в бою с литовцами под Дубровною (1655)[1].

- Голодецкий Роман Васильевич — спряпчий (1649),  московский дворянин (1658), воевода в Твери (1663-1664).
- Голодецкий Иван — ротмистр полка Тарбеева, пропал без вести в бою под Губаревым (1660)[4].